# انغماس (واقع افتراضي)

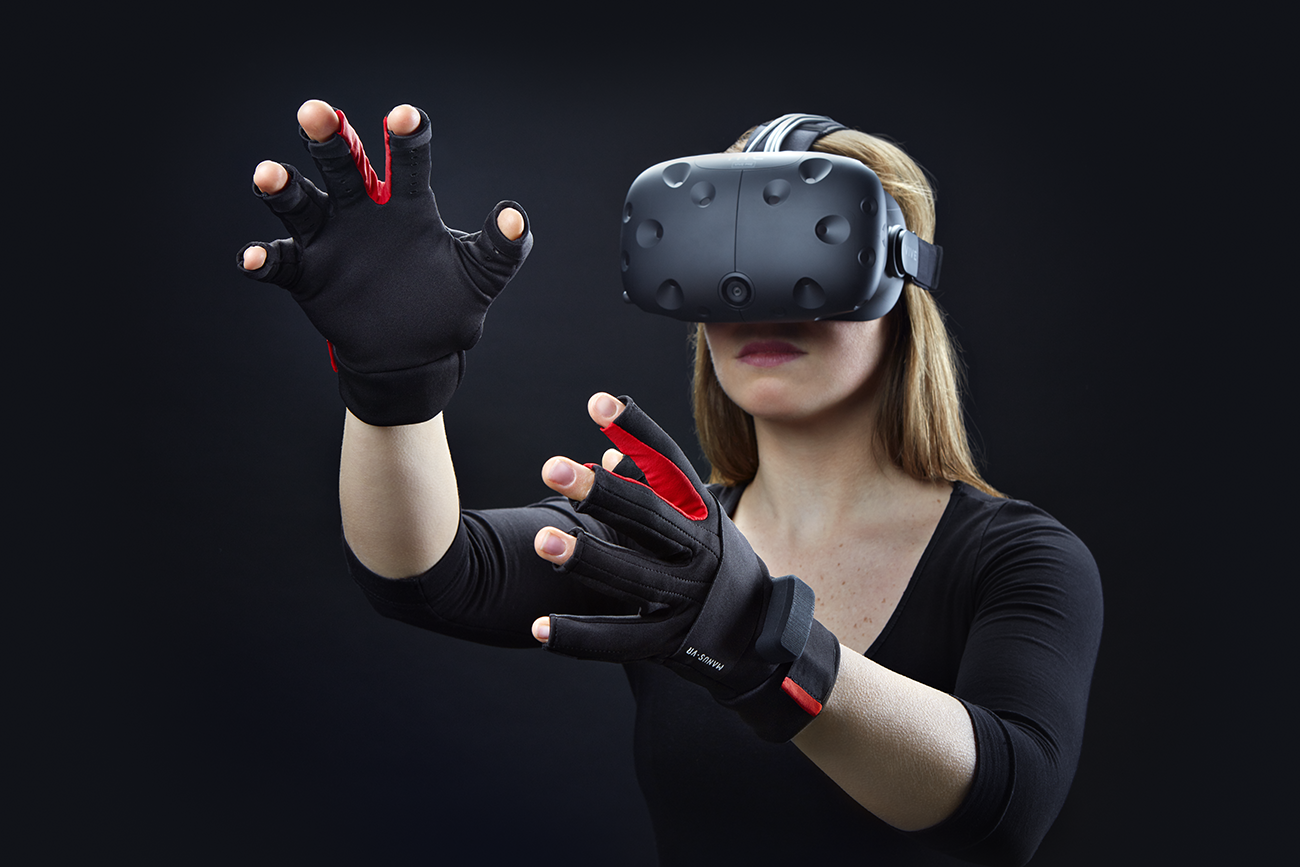
امرأة تستخدم مجموعة أدوات تطوير القفازات Manus VR في عام 2016

الانغماس في الواقع الافتراضي (VR) هو تصور أن تكون حاضرًا بدنيا في العوالم الغير مادية. يتم إنشاء الإدراك من خلال إحاطة مستخدم نظام الواقع الافتراضي بالصور أو الصوت أو غيرها من المحفزات التي توفر بيئة كاملة جذابة.

## الأنواع
وفقًا لإرنست دبليو آدامز،  يمكن تقسيم الانغماس إلى ثلاث فئات رئيسية:
- الانغماس التكتيكي : يتم تجربة الانغماس التكتيكي عند إجراء العمليات اللمسية التي تنطوي على مهارة. يشعر اللاعبون «في المنطقة» أثناء إتقان الإجراءات التي تؤدي إلى النجاح.
- الانغماس الاستراتيجي : يعد الانغماس الاستراتيجي أكثر ذكاءً ويرتبط بالتحدي العقلي. يختبر لاعبو الشطرنج الانغماس الاستراتيجي عند اختيار الحل الصحيح من بين مجموعة واسعة من الاحتمالات.
- الانغماس في السرد : يحدث الانغماس في السرد عندما ينخرط اللاعبون في قصة ما، وهو مشابه لما يتم تجربته أثناء قراءة كتاب أو مشاهدة فيلم.

## الحضور

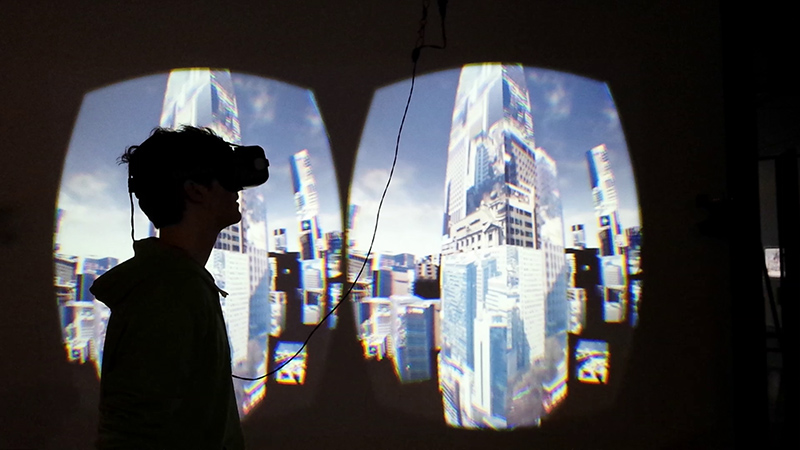
10.000 مدينة متحركة ، مارك لي ، تركيب قائم على التواجد عن بُعد

الحضور، وهو مصطلح مشتق من اختصار «التواجد عن بعد» الأصلي، هو ظاهرة تمكن الناس من التفاعل والشعور بالاتصال بالعالم خارج أجسادهم المادية عبر التكنولوجيا. يتم تعريفه على أنه إحساس الشخص الذاتي بوجوده في مشهد يصوره وسيط، وعادة ما يكون افتراضيًا بطبيعته. يركز معظم المصممين على التكنولوجيا المستخدمة لإنشاء بيئة افتراضية عالية الدقة؛ ومع ذلك، يجب أن تؤخذ العوامل البشرية التي ينطوي عليها تحقيق حالة الوجود في الاعتبار أيضًا. إن الإدراك الذاتي، على الرغم من نشأته و / أو تصفيته من خلال التكنولوجيا التي صنعها الإنسان، هو الذي يحدد في النهاية الوصول الناجح للوجود.

## روابط خارجية
- القمة السنوية للتكنولوجيا الغامرة
- مبادرة التعليم الغامرة
- الندوة الدولية حول الواقع المختلط والمعزز (ISMAR)
- تقنية المعلومات الغامرة
- شبكة أبحاث التعلم الغامرة